# Лилидейл (город, Миннесота)
Лилидейл (англ. Lilydale) — город в округе Дакота, штат Миннесота, США. На площади 2,4 км² (1,9 км² — суша, 0,5 км² — вода), согласно переписи 2002 года, проживают 552 человека. Плотность населения составляет 292 чел./км².
- Телефонный код города — 651
- Почтовый индекс — 55118
- FIPS-код города — 27-37016[1]
- GNIS-идентификатор — 0646656[2]